# Alain Gautré
Alain Gautré, né le 5 mai 1951 à Paris, et mort le 3 février 2017,,, est un comédien, clown et marionnettiste français, élève puis professeur chez Jacques Lecoq. Il donne une conférence, en 2014, sur l'histoire de l'art du clown,.

## Théâtre
- 1974 : Grouchnagaland, avec Daniel Hachard.
- 1975 : Le Jardin d'à côté (il y interprète les trente personnages).
- 1978 : Place de Breteuil. Mise en scène: Pierre Pradinas. Avec Catherine Frot, Thierry Gimenez, Yann Collette et Alain Gautré. Théâtre du Chapeau Rouge.
- 1979 : Babylone. Mise en scène : Pierre Pradinas.
- 1981: Gevrey-Chambertin (écrit en collaboration avec Pierre Pradinas).
- 1980 : Le Café sous la terre (1980), (aux États-Unis par Vincent Gracieux en 1986).
- 1985 : Durendal.
- 1990 : Genèse, avec Jean-Louis Heckel.
- 1991 : Chef-Lieu, (par Jean-Claude Fall en 1992).
- 1992 : Le Château dans la forêt.
- 1995 : Siège, avec Yves Marc.
- 1996 : La Chapelle-en-Brie.
- 1997 : Haute-Garonne, écrite en résidence à La Chartreuse.
- 2000 : La Brèche-au-Loup, Les Balancelles, de Catherine Zambon, L’Avare de Molière.
- 2002 : Comme ça, (à partir des toiles d'Isabelle Hervouët, compagnie Skappa!.
- 2002 : Poucet, par François Fehner.
- 2002 : L'Agit-Théâtre sous chapiteau, Péplum, recueil de textes érotico-drolatiques inspirés par l’antiquité, Amiour, pièce écrite dans le cadre de l’opération Urgence de la jeune parole, Mélancolie.
- 2005 : Monologue pour un chêne pubescent du Quercy, texte court écrit pour Stéphanie Tesson.
- 2010 : Rocamadour, texte court écrit pour Sylvie Baillon, Impasse des Anges, création au Théâtre de la Tempête.
- 2012 : Foire-trouille, Villeneuve-sur-Lot, festival Aux arts citoyens ![9].
- 2012 : Bug!, Théâtre de la Tempête, de Jean-Louis Bauer et Philippe Adrien.

## Publications
- Théâtrales, Actes Sud, Lansman, L’Avant-scène théâtre.
- La Fureur du Rat, éditions Scarabée & Cie;
- Le Théâtre du geste, sous la direction de Jacques Lecoq, Encyclopédie Bordas du spectacle.

## Filmographie

### Scénariste
- Itinéraire bis, de Pierre Pradinas avec Jean-Pierre Darroussin et Catherine Frot (court métrage).
- Un tour de manège, de Pierre Pradinas avec François Cluzet et Juliette Binoche.